# Аррия, Диего
Диего Энрике Аррия Салицетти (исп. Diego Enrique Arria Salicetti; род. 8 октября 1938, Каракас, Венесуэла) — венесуэльский политический деятель, дипломат, бывший представитель Венесуэлы в Организации Объединённых Наций (1991—1993) и председатель Совета Безопасности (в марте 1992).
Он был губернатором Столичного округа в середине 1970-х годов. Также был членом Совета по международным отношениям и исследователем в Колумбийском университете. Он подал в суд на Уго Чавеса в Суд в Гааге.

## Детство и юность
Диего Аррия 8 октября 1938 года родился в Каракасе, обучался в Военной академии в городе Форт-Дефианс. Получил степень по экономике и политологии в Университете штата Мичиган. Аррия работал в отделении Межамериканского банка развития в Вашингтоне, округ Колумбия, после занимал руководящие посты в Венесуэльских туристических компаниях.

## Политическая карьера
В 1973 году Аррия был избран депутатом Национального Конгресса, представлял штат Миранда. Вскоре, в марте 1974 года, президент назначил Аррию губернатором столичного округа (Каракас).
В 1976 году, будучи губернатором федерального округа, Аррия отправился в Чили для переговоров с президентом Пиночетом об освобождении Орландо Летельера, затем Аррия привёз тело Летельера на похороны в Каракас.
Ушёл в отставку 17 марта 1978 года для того, чтобы участвовать в качестве независимого кандидата в президентских выборах 1978 года.
В 2012 году Аррия был независимым кандидатом на выдвижение в президенты от коалиции «Круглый стол демократического единства» на президентских выборах 2012 года. Первичные выборы оппозиции состоялись 12 февраля 2012 года, на них победил Энрике Каприлес Радонски.

### Организация Объединенных Наций
Аррия был постоянным представителем Венесуэлы при Организации Объединенных Наций с 1991 по 1993 год и был президентом Совета Безопасности (март 1992), в Венесуэле членского состава Совета Безопасности. Позже Аррия стал специальным советником генерального секретаря ООН Кофи Аннана, он инициировал встречи «по формуле Аррии». Эти совещания проходят под председательством члена совета как посредника для обсуждения, а не как председателя. Он был председателем такой встречи во время резни в Сребренице.